# 1991 en animation asiatique
Voir aussi: 1991 au cinéma - 1991 à la télévision
1990 en animation asiatique - 1991 en animation asiatique - 1992 en animation asiatique

## Principales diffusions au Japon

### Films
- 16 mars : Mobile Suit Gundam F91
- 19 mars : Dragon Ball Z : La Menace de Namek
- 20 juillet : Dragon Ball Z : La Revanche de Cooler

### OVA
- 16 mars : Mobile Suit SD Gundam The Movie : Musha Knight Command : SD Gundam Scramble (en)
- 23 mai : Mobile Suit Gundam 0083 : Stardust Memory